# Scybalistodes
Scybalistodes là một chi bướm đêm thuộc họ Crambidae.